# Cinépalmes
Cinépalmes est l'un des deux multiplexes de l'île de La Réunion, département et région d'outre-mer français dans le sud-ouest de l'océan Indien. Situé sur le territoire de la commune de Sainte-Marie à proximité du centre commercial Duparc, il fait partie du réseau Investissement et Commerce Cinéma.